# Kantiniersa
La kantiniersa (cantinière en souletin) est un des personnages principaux des mascarades souletines. Apparue tardivement, à la fin du XIXe siècle, elle porte une tenue inspirée des cantinières des armées napoléonienne. Le tonnelet qu'elle porte en bandoulière lui permet de désaltérer Zamalzain, personnage auquel elle est étroitement associée dans les danses. 

## Description
Sur un modèle attribué aux cantinières de l'armée napoléonienne, la kantiniersa est vêtue d'une veste et un chapeau bleu clair, une jupe rouge, un tablier et des bas blancs et des guêtres bleues. Elle porte en bandoulière un ou deux petits tonneaux en étain supportés par des lanières de cuir.  
On affecte ce rôle à un acteur agile, au physique séduisant. Jusque dans les années 1980, il n'était tenu que par des acteurs masculins ; il est aujourd'hui préférentiellement attribué à une fille. 
Quand la troupe est nombreuse, il peut exister une « kantiniersa noire », vêtue de cette couleur.

## Rôle dans la mascarade
Au sein de la troupe des « Rouges  » (gorriak), les personnages bien habillés qui représentent l'ordre et la société souletine, la kantiniersa fait partie des cinq danseurs principaux, les aitzindariak, « ceux qui marchent devant ». Elle s'avance en troisième position lors de l'entrée du cortège dans un village, derrière Txerrero et Gatüzain,. Elle participe à la plupart des danses. 
Une scène habituelle de la représentation montre Pitxu capturer la kantiniersa et l'amener aux hongreurs chargés de castrer Zamalzain, lesquels ne peuvent évidemment pas s'acquitter de leur tâche. Une autre scène la montre offrant dans son tablier de l'avoine à Zamalzain, un personnage auquel elle est particulièrement associée, notamment lors des danses.

## Parenté et interprétation
Le personnage ne prend place dans la mascarade qu'à la fin du XIXe siècle : pour certains il remplace Buhamesa, dont le rôle était de nourrir et de désaltérer Zamalzain avec les provisions qu'il transportait, ou encore Maka Beltza, la maquerelle noire. Celle-ci aurait vers 1880 était jugée trop grivoise par un visiteur de haut rang venu en Soule : les traditions mentionnent alternativement un évêque de Bayonne, Louis-Lucien Bonaparte ou le ministre Louis Barthou. 
Elle a des affinités formelles avec d'autres personnages locaux de cantinières tout aussi récents : celles des pantaloades de la région d'Orthez, certains carnavals espagnols, etc. 
|                                                 |
| Deux kantiniersak dansent devant une barricade. |

|                                                  |
| Deux kantiniersak, encadrées par deux Zamalzain. |

|                                     |
| Une « kantiniersa noire », en 2019. |

|                                                            |
| Une kantiniersa exécute la danse du verre (Mauléon, 2007). |

|                                     |
| Détail du tonnelet caractéristique. |

|                                     |
| Danse de barricade (Pagolle, 2023). |